# Markus Jastrow

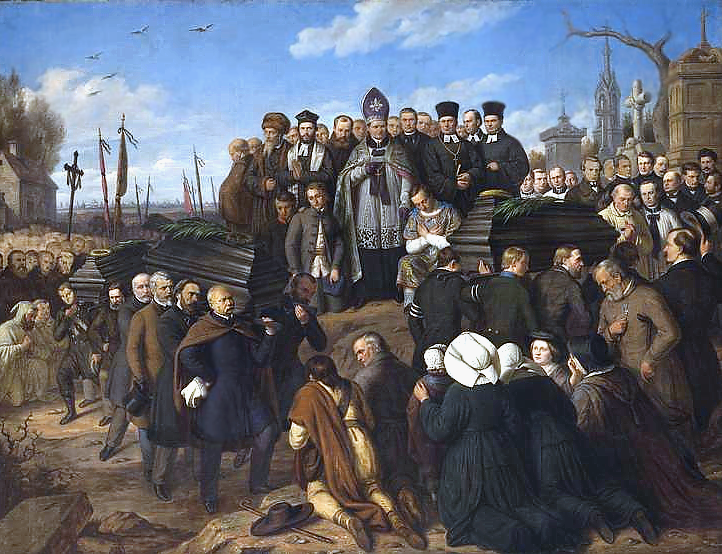
Obraz Pogrzeb pięciu poległych pędzla Aleksandra Lessera (1818–1884) – rabin Jastrow w niewidocznym nakryciu głowy stoi na lewo od katolickiego biskupa znajdującego się w centralnej części malowidła

Markus Mordechaj Jastrow (ur. 5 czerwca 1829 w Rogoźnie, zm. 13 października 1903 w Germantown) – warszawski rabin postępowy, kaznodzieja, prawnik, działacz ruchu asymilatorskiego, biblista.

## Życiorys
Urodził się w Rogoźnie w Wielkim Księstwie Poznańskim. Był piątym dzieckiem Abrahama Jastrowa i jego żony Jetty z domu Rolle. Do 1840 roku pobierał prywatne nauki. W 1844 rozpoczął naukę w ewangelickim gimnazjum im. Fryderyka Wilhelma w Poznaniu, którą ukończył w 1852 roku. W tym samym roku rozpoczął studia filozoficzne na Uniwersytecie Humboldtów w Berlinie. Rok później został ordynowany na rabina. W 1858 roku opublikował rozprawę dotyczącą sytuacji i prawnego położenia Żydów w zaborze rosyjskim.
W sierpniu 1852 roku dzięki poparciu Heinricha Graetza przyjechał do Warszawy i objął stanowisko rabina w niemieckiej synagodze przy ulicy Daniłłowiczowskiej. Jako pierwszy w historii wygłosił kazanie w języku polskim, co wzbudziło protesty ortodoksyjnych Żydów.
2 marca 1861 roku na Cmentarzu Powązkowskim brał udział w pogrzebie pięciu ofiar starć manifestacji politycznej z 27 lutego 1861 roku, który następnie przeistoczył się w demonstrację solidarności różnych stanów społeczeństwa Królestwa Kongresowego. W październiku tego samego roku wraz z rabinami Dow Berem Meiselsem i Izaakiem Kramsztykiem zdecydował o zamknięciu synagog, odpowiadając na apel arcybiskupa Antoniego Melchiora Fijałkowskiego, który nakazał zamknąć kościoły po ich zdesakralizowaniu przez kozaków rozpędzających demonstracje. Za udział w tych manifestacjach społeczno-politycznych został aresztowany i osadzony na trzy miesiące w X Pawilonie Cytadeli Warszawskiej. W 1862 roku został skazany na deportację z Królestwa Polskiego do Prus. Przez dwa lata pełnił funkcję rabina w Wormacji. Nie zerwał jednak kontaktów z Polską.
W 1866 roku przybył do Stanów Zjednoczonych, gdzie kontynuował działalność reformistyczną. Osiadł w Filadelfii, gdzie do 1892 roku pełnił funkcję rabina. W latach 1867–1875 wykładał judaistykę w Maimonides College. Był jednym z twórców judaizmu konserwatywnego w Stanach Zjednoczonych i wiceprezydentem American Zionist Federation. W 1900 roku uzyskał doktorat z literatury na University of Pennsylvania.
Michał Galas wydał o nim opracowania: Rabin Markus Jastrow i jego wizja reformy judaizmu. Studium z dziejów judaizmu w drugiej połowie XIX wieku, Wydawnictwo Austeria, Kraków 2007 oraz Rabin Markus Jastrow (1829–1903) – polski patriota i reformator amerykańskiego judaizmu.
Jego synem był Joseph Jastrow.